# Lycophotia andalusica
Lycophotia andalusica là một loài bướm đêm trong họ Noctuidae.